# 佩勒姆 (紐約州村)
佩勒姆（英語：Pelham）是位於美國紐約州西徹斯特縣的村。

## 人口
根據2020年美國人口普查的數據，佩勒姆的面積為2.14平方千米，當中陸地面積為2.13平方千米，而水域面積為0.01平方千米。當地共有人口7326人，而人口密度為每平方千米3,423人。